# Jonathan & Laurent
Jonathan & Laurent ist ein christliches Folk-Duo, bestehend aus Jonathan Böttcher und Laurent Quirós.

## Geschichte
Im Alter von achtzehn Jahren brach Jonathan Böttcher (* 1958) seine Berufsausbildung zum Physiklaboranten ab, verließ sein Zuhause und zog fortan als Straßenmusiker durch Fußgängerzonen. Seine spirituelle Suche führte ihn auch nach Indien. Auf den in Frankreich geborenen Spanier Laurent Quirós (* 1960) traf er im Frühjahr 1979 in der Fußgängerzone Münchens, wo dieser Zeitungen verkaufte. Aus Sympathie heraus fragte Quirós, ob er mitsingen dürfe. Aus dem spontanen gemeinsamen Auftritt entwickelte sich eine Zusammenarbeit. Gemeinsam mit Rainer Schwander, Klaus Knoppe und Helmut Kandert bildeten sie bis Ende 1988 die Band Heilhut Semmeldroll. Bereits während dieser Zeit allerdings begannen sie Duo-Konzerte als Jonathan & Laurent zu geben. 1985 entschieden sich die Musiker mit Zunahme ihres professionellen Engagements auf Konzerte in Fußgängerzonen zu verzichten, um Straßenmusikern keine überflüssige Konkurrenz zu sein. 1988 veröffentlichte das christliche Label Pila Music schließlich ihr selbstbetiteltes Debütalbum Jonathan & Laurent. 1990 folgte Moment mal und 1992 ein Live-Album. Die kommerziell erfolgreichen Alben zählten damals zu den meistverkauften Tonträgern innerhalb der christlichen Musikszene. Trotz ihres Erfolgs legten die Musiker Wert auf eine natürliche, unkomplizierte Beziehung zum Publikum und traten aus diesem Grund beispielsweise bei ihren Konzerten meist barfuß auf oder luden Besucher anschließend zu Gesprächen oder zu Besuch in ihr Bauernhaus nach Mädelhofen ein. Nach längerer Künstlerpause seit 1996 versuchte das Duo zehn Jahre später 2006 ein Comeback.

## Diskografie
- Jonathan & Laurent. (Pila Music, 1988)
- Moment mal. (Pila Music, 1990)
- Jonathan & Laurent live. (Pila Music, 1992)
- Back Again. (MCM Music, 2006)